# Загорій Володимир Антонович
Володи́мир Анто́нович Загорій (н. 9 вересня 1951, с. Старий Калкаїв Полтавської області) — український науковець, підприємець. Доктор фармацевтичних наук (2002), професор (2002), завідувач кафедри промислової, клінічної фармації та клінічної фармакології (з 1997) НМАПО ім. Шупика. Голова Наглядової Ради (з 2009) компанії «Дарниця».

## Освіта
- Ленінградський хіміко-фармацевтичний інститут (1974);
- Академію народного господарства при Раді Міністрів СРСР (1986–1988).

## Кар'єра
- керівник Вологодського аптечного складу (1976);
- начальник цеху Лубенського хіміко-фармацевтичного заводу (1979);
- головний інженер Лубенського хіміко-фармацевтичного заводу (1984);
- головний інженер Київського виробничого хіміко-фармацевтичного об'єднання «Дарниця» (1989);
- генеральний директор (1993–2009), голова наглядової ради (з 2009) ЗАТ "Фармацевтична фірма «Дарниця»;

за сумісництвом:
- старший викладач кафедри організації і економіки фармації (1996);
- завідувач кафедри промислової, клінічної фармації та клінічної фармакології (з 1997).

## Напрями наукових досліджень
- теоретичні й практичні обґрунтування інженерної промислової технології ЛП;
- упровадження новітньої та вдосконалення традиційних технологій у фармацевтичній промисловості.

## Наукові праці
Автор 155 публікацій, у тому числі 4 монографій, 4 авторських свідоцтв, 4 патентів, 22 навчальних посібників. Бере участь у вдосконаленні законів України та АНД на ЛП.

## Благодійність
Президент Ліги меценатів України, підтримує театральну компанію «Бенюк і Хостікоєв».

## Основні праці
- Організаційні основи і форми вдосконалення управління фармацевтичним виробничим підприємством в умовах ринкових відносин (канд. дис.). — К., 1996;
- Комплексне програмно-цільове управління виробництвом лікарських засобів в умовах упровадження правил GMP на фармацевтичному підприємстві (докт. дис.). — К., 2002;
- Лицензирование в Европейском Союзе: фармацевтический сектор: Учебное пособие. — К., 1998 (співавт.);
- Надлежащая производственная практика лекарственных средств: Учебное пособие. — К., 1999 (співавт.);
- Фармацевтичні та медико-біологічні аспекти ліків: Навчальний посібник. В 2 т. — Х., 1999 (співавт.);
- Організація і економіка фармації: Навчальний посібник. — К., 2001 (співавт.);
- Надлежащая производственная практика лекарственных средств. Активные фармацевтические ингредиенты. Готовые лекарственные средства. Руководство по качеству. Рекомендации PIC/S. — К., 2001 (співавт.);
- Основні питання стратегії розвитку фармацевтичного виробництва. — К., 2002 (співавт.);
- Багатоваріантність підходу до виробництва і реалізації лікарських засобів як до продуктів ринкової категорії. — К., 2003 (співавт.);
- Аналіз продуктів розкладу таблетованих лікарських препаратів, упакованих у папір з поліетиленовим покриттям, при дослідженні на стабільність в умовах прискореного зберігання // Фармацевтичний журнал — 2004. — № 1 (співавт.);
- Організаційне проектування структури управління персоналом фармацевтичного підприємства // Фармацевтичний журнал — 2005. — № 2 (співавт.);
- Довідник кваліфікаційних характеристик професій працівників. — К., 2007 (співавт.);
- Абетковий довідник кваліфікаційних характеристик професій працівників. — К., 2007 (співавт.);
- Кафедра промислової фармації НМАПО імені П. Л. Шупика та фармацевтична фірма «Дарниця» як спеціалізований навчальний комплекс для післядипломного вдосконалення знань персоналу з виробництва лікарських засобів. — К., 2008 (співавт.);
- Лікарські засоби. Належна виробнича практика (Настанова СТ-Н МОЗУ 42-4.0:2008). — К., 2009 (співавт.).